# M.A. Numminen
Mauri Antero Numminen, känd som M. A. Numminen, född 12 mars 1940 i Somero, är en finländsk artist, sångare, kompositör och författare. Hans sångröst och -stil är mycket karakteristisk.

## Karriär
M. A. Numminen började sin karriär som kompositör 1966 genom att skriva musik till texter från böcker som andra hade skrivit. Senare skrev han själv prosa som han också tonsatte. Numminens tidiga produktion är avantgardistisk och ofta ganska provocerande.
Den första skivan på svenska, M. A. Numminen på svenska, utgavs 1972. Han är inte finlandssvensk, utan skriver texterna på finska och översätter sedan texterna till andra språk, bland annat engelska, tyska, ryska och esperanto.
I Sverige är Numminen känd bland annat genom coverversionerna "Gummiboll", "Slå mig med din rytmenpinne" (inspelad tillsammans med Aston Reymers Rivaler) och sin så kallade Tractatus-svit, en tonsättning till Wittgensteins filosofiska text Tractatus logico-philosophicus.
Förutom musik och sångtexter har Numminen skrivit radiopjäser och ett flertal böcker. En stor del av hans produktion består av barnsånger som har blivit mycket populära i Finland.
Numminen promoverades 2011 till hedersdoktor vid socialvetenskapliga institutionen vid Åbo Akademi.
Musikern Pedro Hietanen samarbetade och spelade i många år tillsammans med Numminen, bland annat på dragspel.
Ett särdrag för Numminen är hans falsksång och fancluben Föreningen för M.A. Numminens välbefinnande har också sloganen "Numminen, do it more falsely!".

## Svensk diskografi

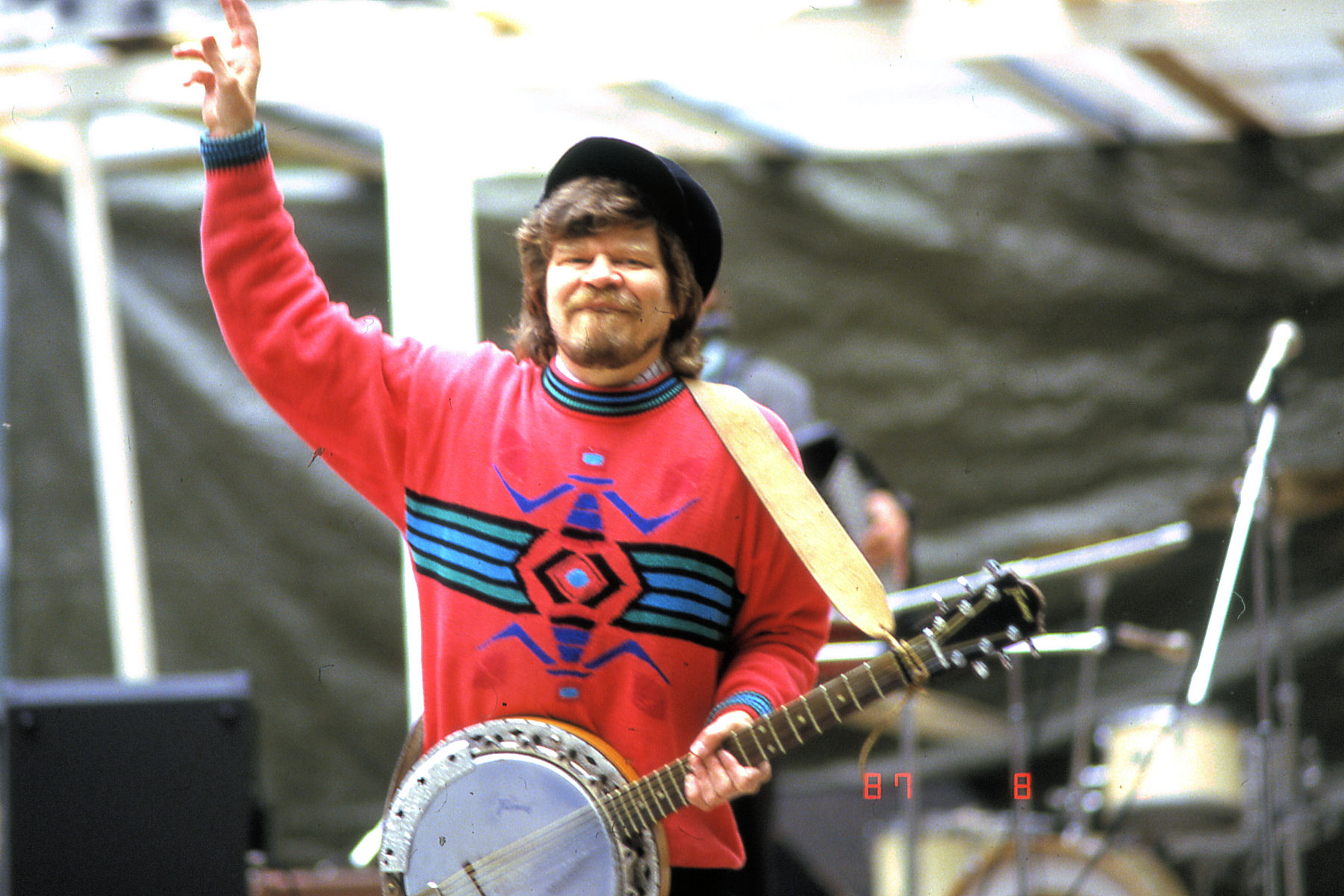
M.A. Numminen (1987)

- 1972 – Äkta finsk negerjazz på svenska / M. A. Numminen på svenska (CD 2006)
- 1973 – Haren satt i gropen i Finland
- 1974 – Jag har sett fröken Ellen i badet (CD 2006)
- 1977 – Som en gummiboll kommer jag tillbaks till dej (CD 2006)
- 1978 – Fårskallevisor (tillsammans med Turid Lundqvist)
- 1979 – Itsy bitsy och andra konstupplevelser
- 1980 – Månen mannen kokosnöten
- 1983 – Helena est libertas
- 1985 – Den flygande mannen
- 1990 – Den eviga årgången – M. A. Numminens bästa
- 1994 – Elisabeths tår och lår (CD-EP)
- 1995 – M. A. Numminen goes tech-no
- 2006 – M. A. Numminen singt Heinrich Heine
- 2008 – M. A. Numminen gör ont i Sverige